# Ryszewko (województwo zachodniopomorskie)
Ryszewko (niem. Klein Rischow) – wieś w Polsce położona w województwie zachodniopomorskim, w powiecie pyrzyckim, w gminie Pyrzyce.
| SIMC    | Nazwa | Rodzaj    |
| ------- | ----- | --------- |
| 0782008 | Lipki | część wsi |

W latach 1975–1998 miejscowość położona była w województwie szczecińskim.

## Zabytki
- park dworski, pozostałość po dworze[6].